# Parkett (Theater)

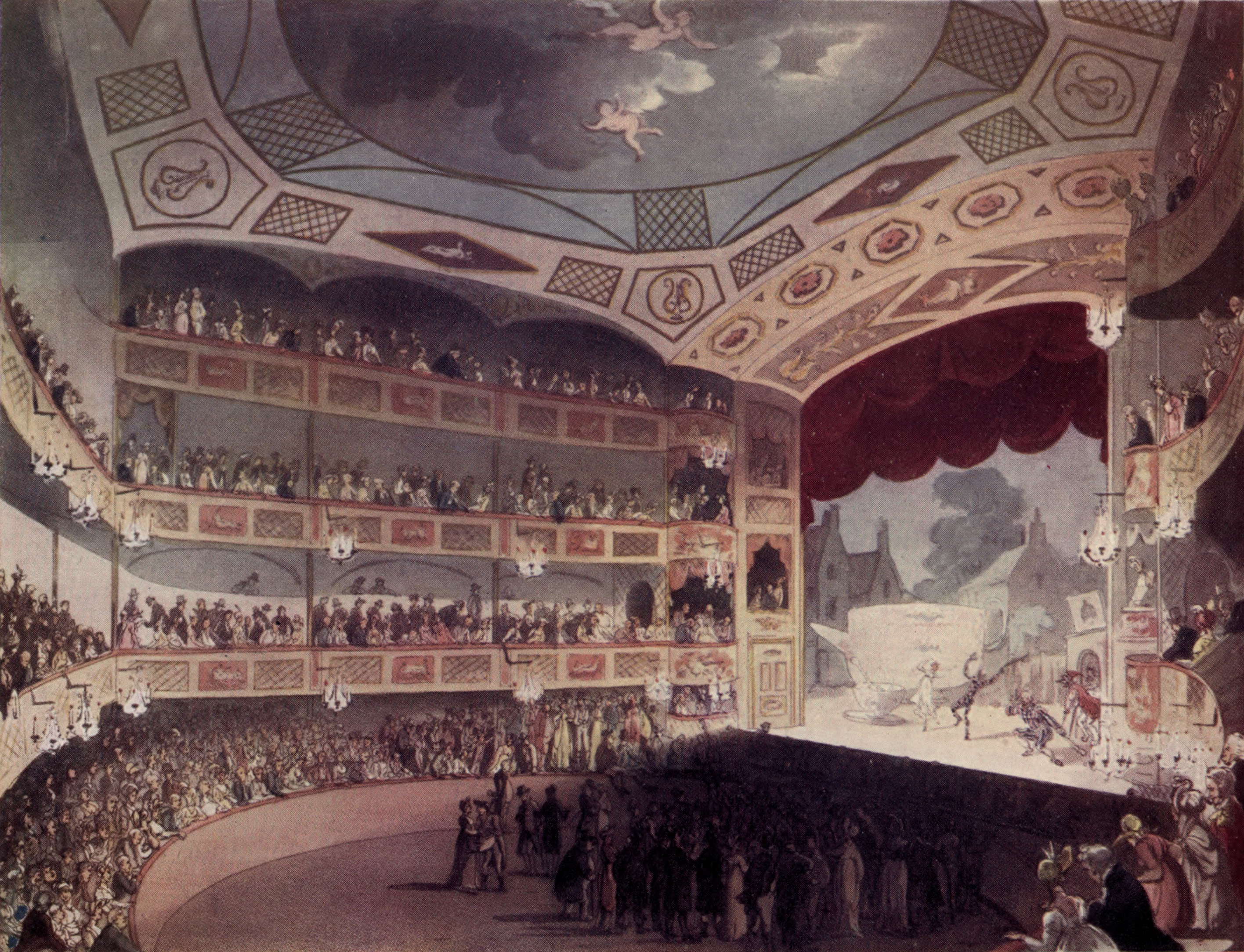
Unbestuhltes Theaterparkett im Royal Circus in London, 1810

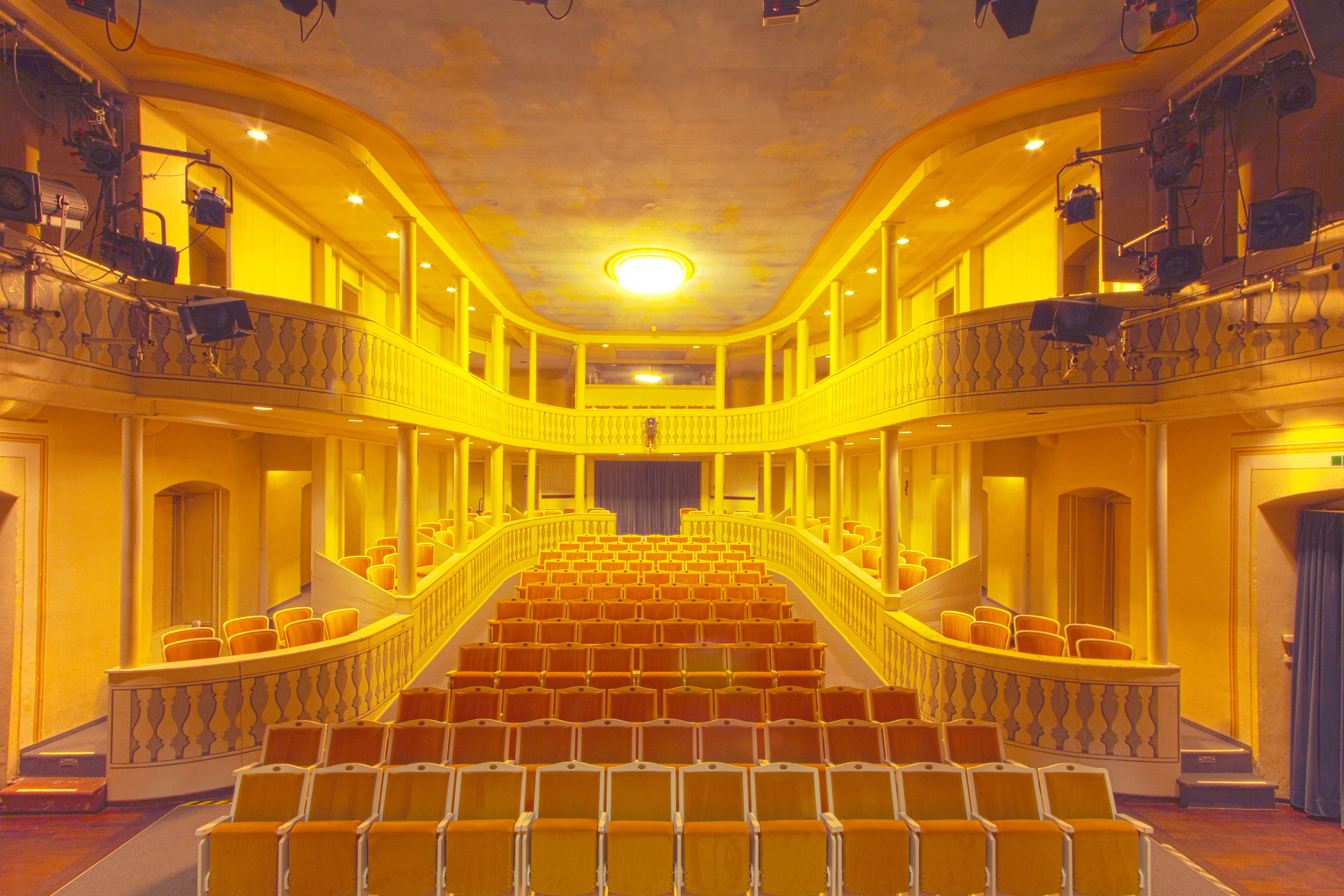
Blick von der Bühne in den Zuschauerraum des Comoedienhaus Wilhelmsbad. Bestuhltes Parkett in der Mitte, durch Schranken abgegrenzte Logen links und rechts, darüber Rang mit Galerie.

Das Parkett  (veraltet auch Parquet) in einem Theater ist der ebenerdige, direkt vor der Bühne gelegene Teil des Zuschauerraums. Im 19. Jahrhundert  ist es „der mit Sperrsitzen versehene Raum zwischen Orchester und Parterre“. Parterre hieß der größere und weniger vornehme, damals unbestuhlte Teil des ebenerdigen Zuschauerraums dahinter. Je nach Theater- oder Kinobau werden die Begriffe voneinander abgrenzend oder synonym verwendet. Seitdem die Theater durchgehend mit Sitzplätzen versehen sind, gibt es höchstens noch unterschiedliche Sitzplatzkategorien mit den Namen Parkett und Parterre, sowie Sperrsitz und Loge.

## Geschichte
Der Name Parkett ist vom Fußbodenbelag abgeleitet, im Sinne von Tanzparkett oder Tanzfläche. Im Barocktheater tanzte parallel zur Bühnendarstellung das Ballett auf dem Parkett, während sich die Zuschauer je nach ihrem sozialen Rang in den Rängen des Zuschauerraums aufhielten. Das Muster des Bodens diente dabei den Tänzern als Markierung. Deutlich zu sehen ist dies beispielsweise im Markgräflichen Opernhaus in Bayreuth. Dessen aufwändiger Parkettboden im „Parkett“ ist durch die Stuhlreihen überbaut.
Erst als dieses Ballett nicht mehr üblich war, wurde das Tanz-Parkett ebenfalls bestuhlt oder als Raum für Stehplätze genutzt. Oft wurden nur einzelne Stühle aufs Parkett gestellt, die man leicht wegräumen konnte, wenn das Parkett für einen Tanzball diente (wie heute noch für den traditionellen Opernball verschiedener Häuser). Eine klare Trennung zwischen professionellen Tänzern und den Mitgliedern der Hofgesellschaft ergab sich erst im 18. Jahrhundert. 
Im Zirkus seit dem 19. Jahrhundert diente der Raum des Parketts dagegen als Manege wie im Pariser Cirque Olympique.